# Хибины
Хиби́ны (кильд. саам. Умптек) — крупнейший горный массив на Кольском полуострове. Геологический возраст — около 390 млн лет.
Вершины платообразные, склоны крутые с отдельными снежниками. Известны 4 небольших ледника общей площадью 0,1 км². Высшая точка — гора Юдычвумчорр (1200,6 м над уровнем моря). В центре расположены плато Кукисвумчорр и Часначорр.
У подножия расположены города Апатиты и Кировск. У подножия горы Вудъяврчорр — Полярно-альпийский ботанический сад-институт.

## Климат
В Хибинах совмещаются черты регионального и местного горного климата. Климатические условия суровые субарктические. Внешние склоны гор испытывают существенное смягчающее влияние климата окружающих равнин, а микроклимат центральной части массива значительно более суровый. Снег в горах лежит с октября по июнь. Среднегодовая температура в Хибинах составляет −2,5/-3,0 градуса. Средние температуры января-февраля в долинных участках составляют −13/−14 градусов, июля — не выше +13 градусов. С высотой температура воздуха падает примерно на 0,5-0,6 градуса на каждые 100 метров высоты. Климатические условия плато и вершин значительно тяжелее, чем в долинных частях — сильные морозы зимой часто сочетаются с сильными ветрами и почти 100 % влажностью воздуха, что приводит к быстрому обледенению вертикально стоящих предметов.
Полярная ночь длится от 40 до 42 дней. Хибины находятся за Северным полярным кругом, где каждую зиму дуют ветра с акватории Белого и Баренцева морей. Здесь наблюдаются частые циклоны, резкие перепады атмосферного давления. На открытых пространствах вершин может дуть ураганный ветер со скоростью до 50 м/с. Хибины довольно лавиноопасны зимой. С августа и до середины апреля можно наблюдать северные сияния.
Лето короткое, в горах 60—80 дней без морозов. В предгорьях период со средней суточной температурой выше 10 °C длится около 70 дней. Летом также выпадает максимум осадков. Полярный день длится 50 дней.
В Хибинах выпадает от 600—700 мм осадков в долинах, до 1600 мм осадков на горных плато. В течение года осадки распределяются почти равномерно, чуть больше летом, немного меньше зимой. Летом без осадков обходится около 20 % дней при средней величине осадков 2 мм в сутки, зимой всего лишь 10 % при средней величине осадков 1,5 мм в сутки.

## Флора и фауна
Флора Хибин очень ценная. На территории массива произрастает большое количество видов, включённых в «красные книги» разного ранга. Исходя из источника, в пределах Карело-Мурманского региона есть виды, встречающиеся только в Хибинах: осока Редовского, ива деревцевидная, крупка молочно-белая, беквичия ледниковая, лютик серно-жёлтый, осока нижнетычинковая, мелколепестник северный, подмаренник герцинский и одуванчик снежный.

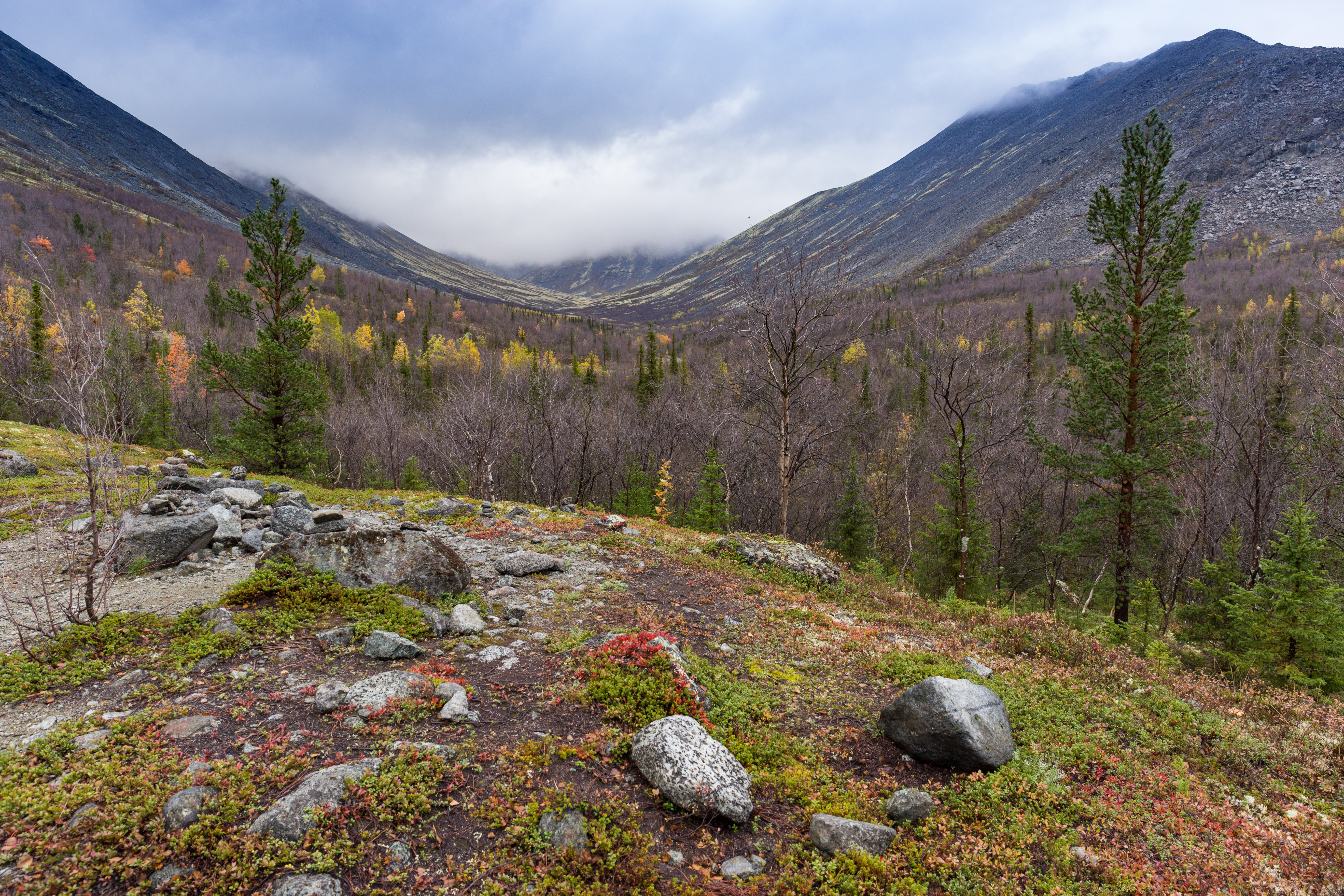
Растительность Хибин осенью

В фауне наземных позвоночных Хибинского горного массива представлено 27 видов млекопитающих, 123 вида птиц, 2 вида пресмыкающихся, 1 вид земноводных. Также представлены практически все млекопитающие Мурманской области. Некоторые из них отнесены к охраняемым или находящимся на грани исчезновения.

## Геология
Хибинский щелочной массив представляет собой сложное по форме и составу интрузивное тело больших размеров. Возраст образования главных типов горных пород по данным Pb-Pb, Rb-Sr и Sm-Nd датирования от 380 до 360 миллионов лет назад (девонский период). Характерной особенностью Хибинского массива является кольцевое строение, имеющее ряд аналогий среди некоторых других щелочных массивов. Комплексы горных пород, слагающие массив, образуют как бы сложенные друг в друга дуги, открытые к востоку, что объясняется внедрением магмы вдоль чередующихся кольцевых и конических разломов.
На территории Хибинского массива установлено около 500 минералов, из которых около 100 открыты здесь, 110 не встречаются нигде больше. Многие минералы имеют практическую ценность. Апатит, нефелин, титанит, молибденит и ринкит добываются или добывались. Астрофиллит, эгирин, эвдиалит используются как поделочные камни.
Своеобразие геохимии Хибинского массива ведёт к образованию редких минералов и формированию уникальных месторождений (см. раздел «Добыча полезных ископаемых»).
Комплексы пород, слагающих Хибинский массив:
- комплекс хибинитов и эндоконтактных нефелиновых сиенитов,
- комплекс трахитоидных хибинитов,
- комплекс рисчорритов,
- комплекс ийолит-уртитов, малиньитов и луявритов,
- комплекс среднезернисых нефелиновых сиенитов,
- комплекс фойяитов.

В пределах Хибинского массива найдены минеральные ассоциации, не характерные для остальных массивов щелочных пород, в том числе топаз, шпинель. В ксенолитах горы Эвеслогчорр находится проявление корунда, использующегося в ювелирной промышленности — синего сапфира.

## Добыча полезных ископаемых

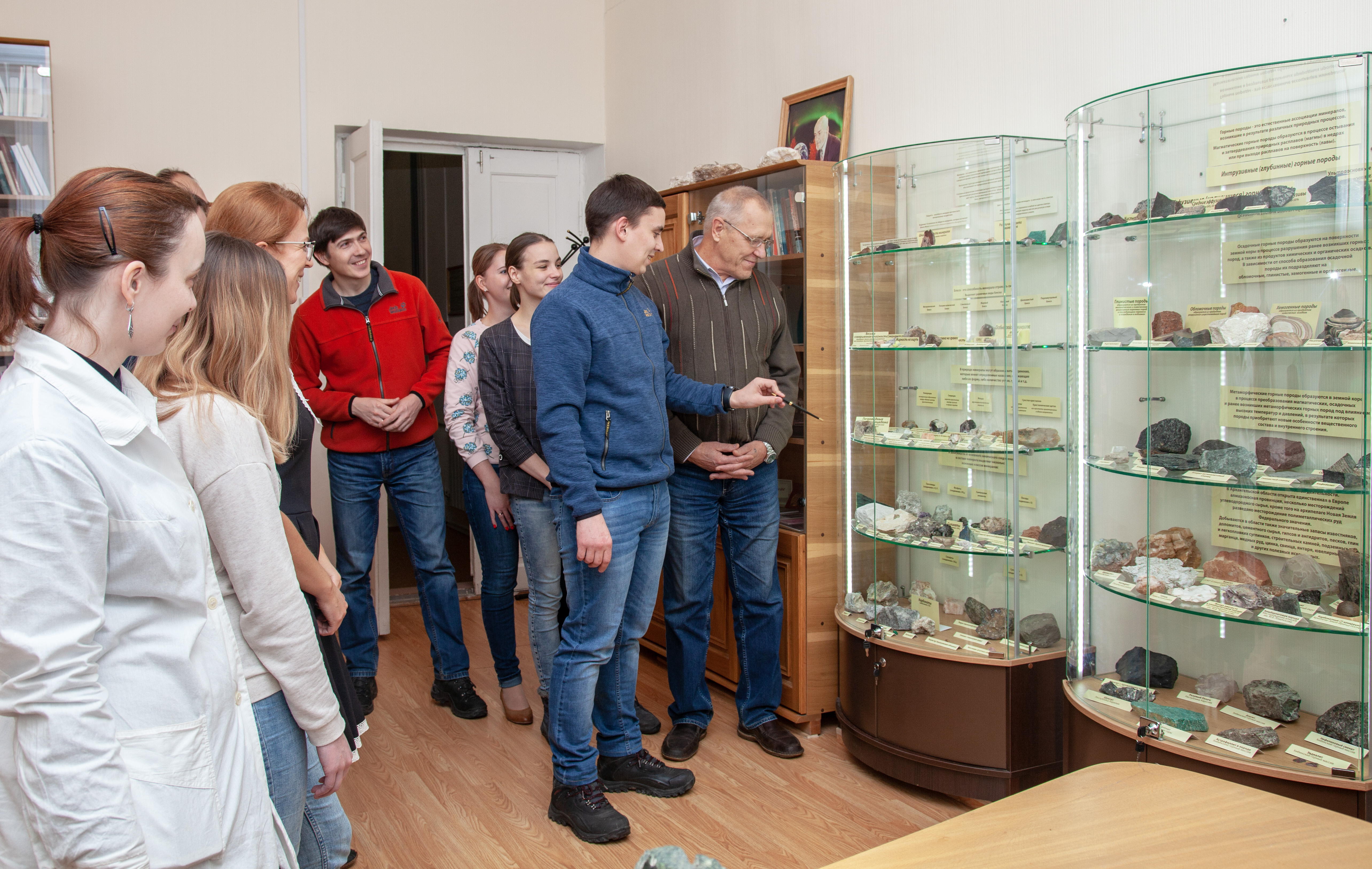
Апатит, астрофиллит, нeфeлиновый сиенит, эвдиалит (справа внизу) из Хибинского горного массива

На территории Хибинского массива расположены крупнейшие месторождения апатит-нефелиновых руд.
B настоящее время функционируют следующие рудники: Кировский (месторождения Кукисвумчорр и Юкспор), Расвумчоррский (месторождения Апатитовый цирк и плато Расвумчорр, Восточный (месторождения Коашва и Ньоркпахк) и недавно открытый — Олений ручей (месторождение Коашва). Добыча полезных ископаемых ведётся как подземным, так и открытым способом. Количество открытых горных работ снижается и вскоре разработка месторождений будет вестись только подземным способом.
Основными минералами, добываемыми в Хибинах, являются: апатит, нефелин, сфен, эгирин, полевой шпат, титаномагнетит. Ранее добывался ловчоррит. Массив содержит в своих недрах крупнейшие в России запасы циркониевого сырья (циркон, эвдиалит) и сопутствующего ему гафния (циркон), которые сейчас не отрабатываются. При этом значительный объём этого сырья в настоящее время складирован в хвостохранилища апатито-нефелиновой фабрики.

## Изучение и освоение

### Экспедиции и путешественники
- 1834 — Н. В. Широкшин
- 1840 — А. Ф. Миддендорф
- 1880 — Н. В. Кудрявцев
- 1887—1892 — В. Рамзай, ботаник Чильман, геодезист Альфред Петрелиус, петрограф Гакман и др.
- 1907 — М. М. Пришвин.

### Хронология освоения
- 1914 — начало строительства Мурманской железной дороги.
- 1920 — академиком А. Е. Ферсманом обнаружены редкие щелочные минералы.
- 1925—1926 — А. Н. Лабунцовым открыты крупные залежи апатита.
- 1930 — на берегу озера Большой Вудъявр начато строительство первой апатито-нефелиновой обогатительной фабрики (АНОФ-1).
- 1963 — у подножья горы Вудъяврчорр, сдана в эксплуатацию крупнейшая обогатительная фабрика в Европе — апатито-нефелиновая обогатительная фабрика АНОФ-2.
- 2012 — в восточной части Хибин, на берегу озера Умбозеро открыт ГОК Олений ручей[11].

### Движение в защиту Хибин
В ответ на планы ЗАО «Северо-Западная Фосфорная компания» вслед за открытием ГОК «Олений ручей» начать разработку нового рудника в самом центре Хибин на берегах озера Гольцовое (к настоящему времени произведены вырубки леса на месте будущей стройки) было образовано общественное экологическое движение, выступающее за присвоение Хибинам статуса национального парка и запрета их дальнейшей разработки.
В 2018 году присвоен статус Национального парка «Хибины».

## Перевалы
Хибины популярны у горных и лыжных туристов, а также альпинистов. Для их преодоления как летом, так и зимой необходима хорошая физическая подготовка участников. Тем не менее, большинство перевалов некатегорийные, либо имеют 1—2 категории. Все хибинские перевалы можно разделить на два типа — седловинные и ущелья.
| Перевалы                             | Высота | Категорийность                                 | Подходы |
| ------------------------------------ | ------ | ---------------------------------------------- | --- |
| Чорргор Южный                        | 850 м  | н/к                                            | Долина ручья Часнайок (правый приток Меридионального ручья) — Долина нижнего левого притока ручья Петрелиуса — левого притока реки Кунийок               |
| Чорргор Северный                     | 1015 м | летом 1А, зимой 2А, повышенная лавиноопасность | Верховья Гольцовой — Среднее течение реки Кунийок |
| Арсеньева (Арсенина) Восточный       | 1030 м | летом н/к, зимой 1А                            | Ручей Ферсмана — Восточный исток ручья Меридиональный |
| Арсеньева Западный                   | 1010 м | зимой 1Б, летом 1А                             | Верховья ручья Меридионального — Долина второго снизу правого притока реки Малой Белой                                                                   |
| Крестовый                            | 950 м  | зимой 2А, летом 1Б                             | Ручей Петрелиуса — Ручей Меридиональный |
| Кукисвумчорр                         | 479 м  | н/к                                            | Долина реки Кунийок — Долина реки Кукисйок |
| Ворткеуайв                           | 810 м  | зимой 1А, летом н/к                            | Верховья верхнего правого притока реки Тульйок — Долина реки Лопарская                                                                                   |
| Географов                            | 650 м  | зимой 1Б, осенью 1А, летом 1А                  | Озеро Малый Вудъявр. — Долина правого притока реки Большой Белой.                                                                                        |
| Обманный                             | 563 м  | н/к                                            | Среднее течение реки Кальйок — Верховья реки Обманной |
| Юмъекорр Южный (Импульс)             | 780 м  | зимой 1А, летом н/к                            | Долина ручья Нефелиновый (приток Имандры, впадающий в неё около станции Нефелиновые Пески) — Долина самого крупного левого притока Меридионального ручья |
| Рамзай (Ущелье Рамзая)               | 650 м  | н/к                                            | Долина реки Малая Белая — Долина реки Поачйок |
| Безымянный                           | 830 м  | зимой 2А, летом 1Б                             | Долина реки Тульйок — Долина верхнего левого притока реки Вудъяврйок                                                                                     |
| Щель                                 | 650 м  | зимой 2А, летом 1Б                             | Долина левого притока реки Вуоннемйок — Долина правого притока реки Тульйок                                                                              |
| Орлиное гнездо                       | 1090 м | 2А                                             | Верховье ручья Петрелиуса (цирк Петрелиуса) — Ручей Ферсмана (южный цирк Ферсмана) — правый приток Малой Белой                                           |
| Партомчоррский (Партомпорский) Южный | 800 м  | н/к                                            | Долина реки Лявойок — Верхний левый приток реки Каскаснюнйок                                                                                             |
| Почтальон                            | 590 м  | н/к                                            | Долина ручья Медвежий Лог (правый исток) — Долина ручья Нефелиновый                                                                                      |
| Южный Рисчорр                        | 780 м  | летом н/к, зима и межсезонье — 1А              | Долина ручья Рисйок — Долина ручья Каскасньюнйок |
| Ферсмана                             | 974 м  | летом 1Б                                       | Ручей Ферсмана — Восточный исток ручья Меридиональный |

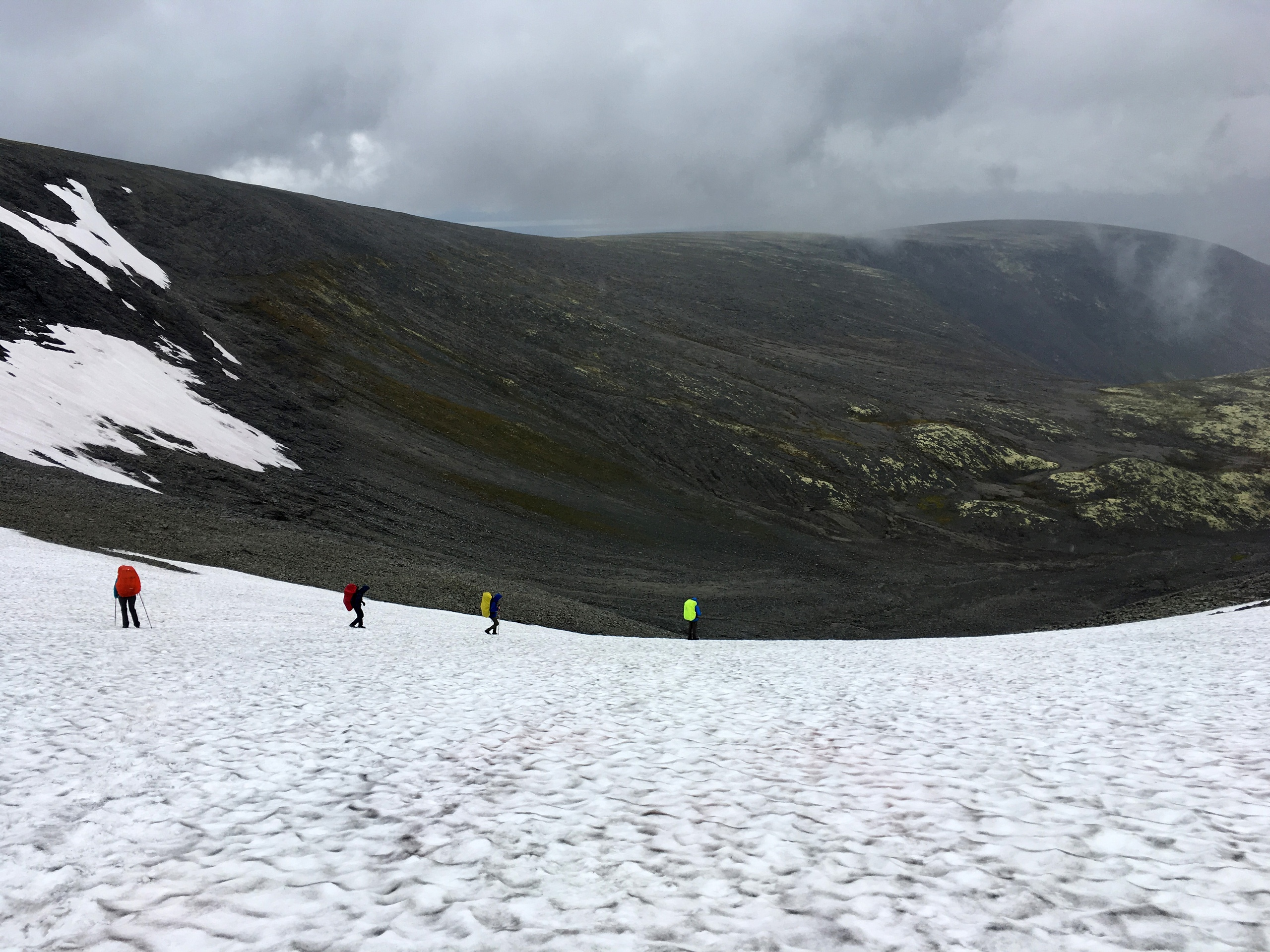
Вид на снежник перевала Академический(1А) 1075
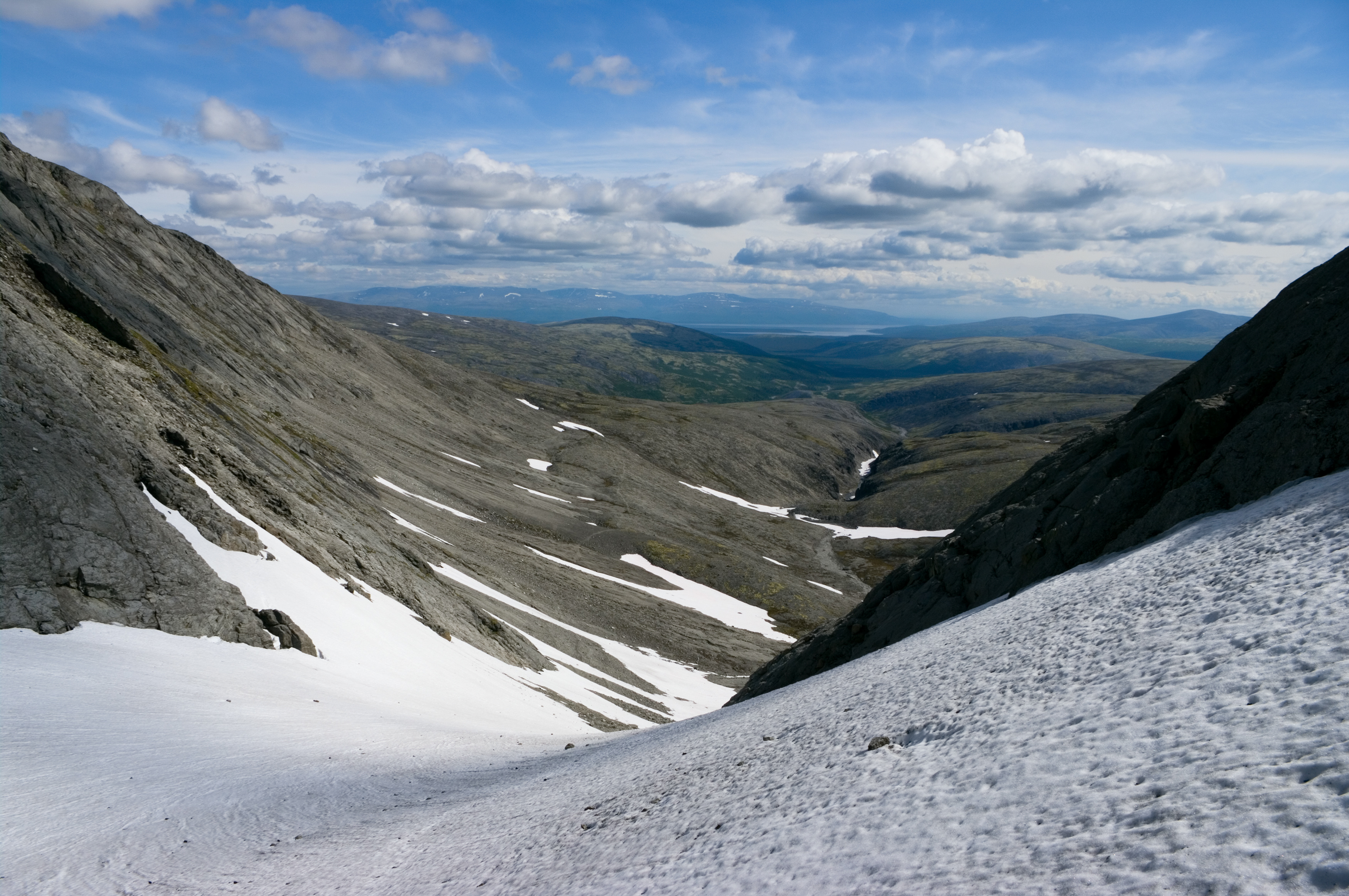
Вид с перевала Северный Рисчорр
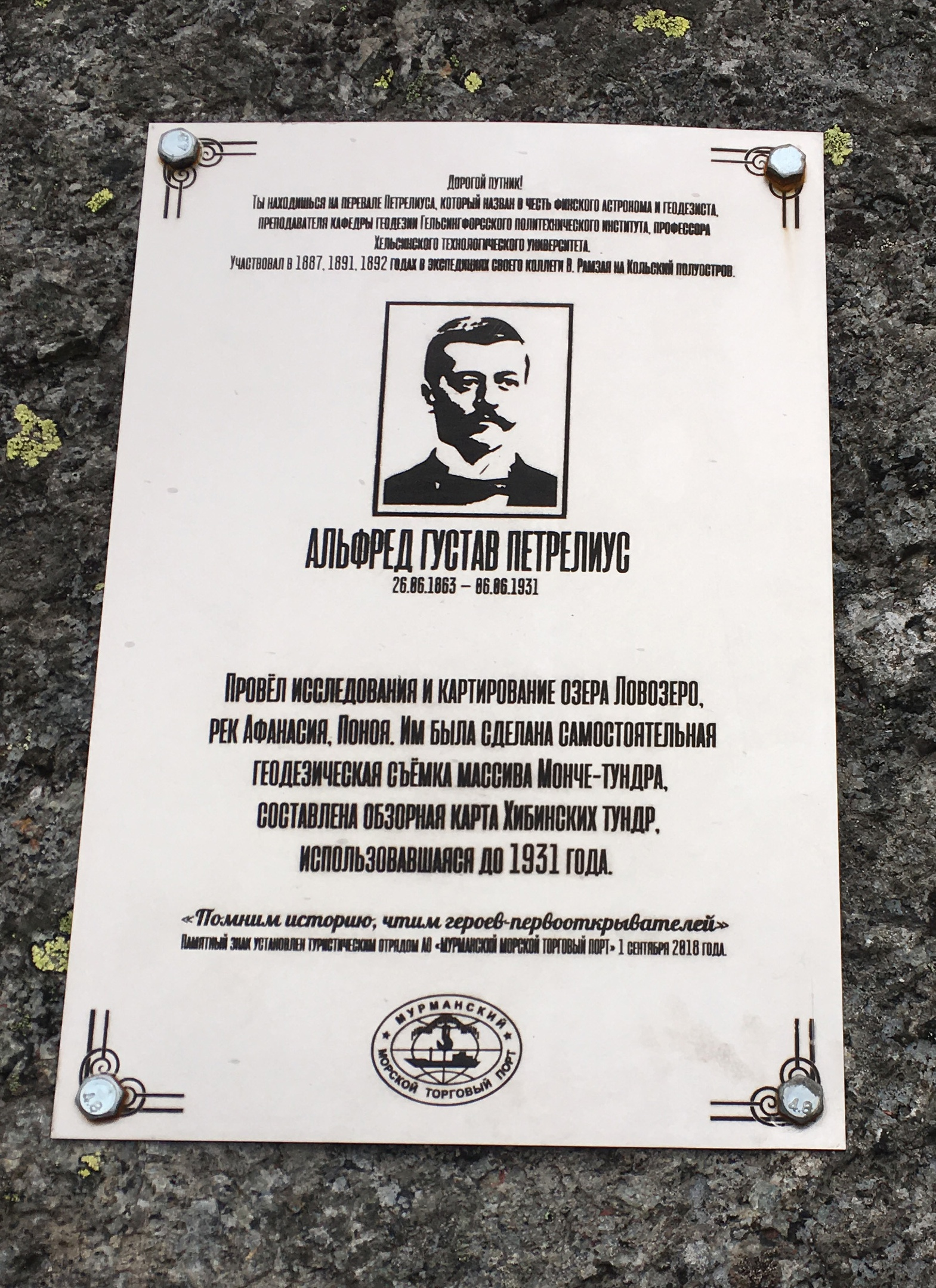
Мемориальная табличка на перевале Петрелиуса в Хибинах
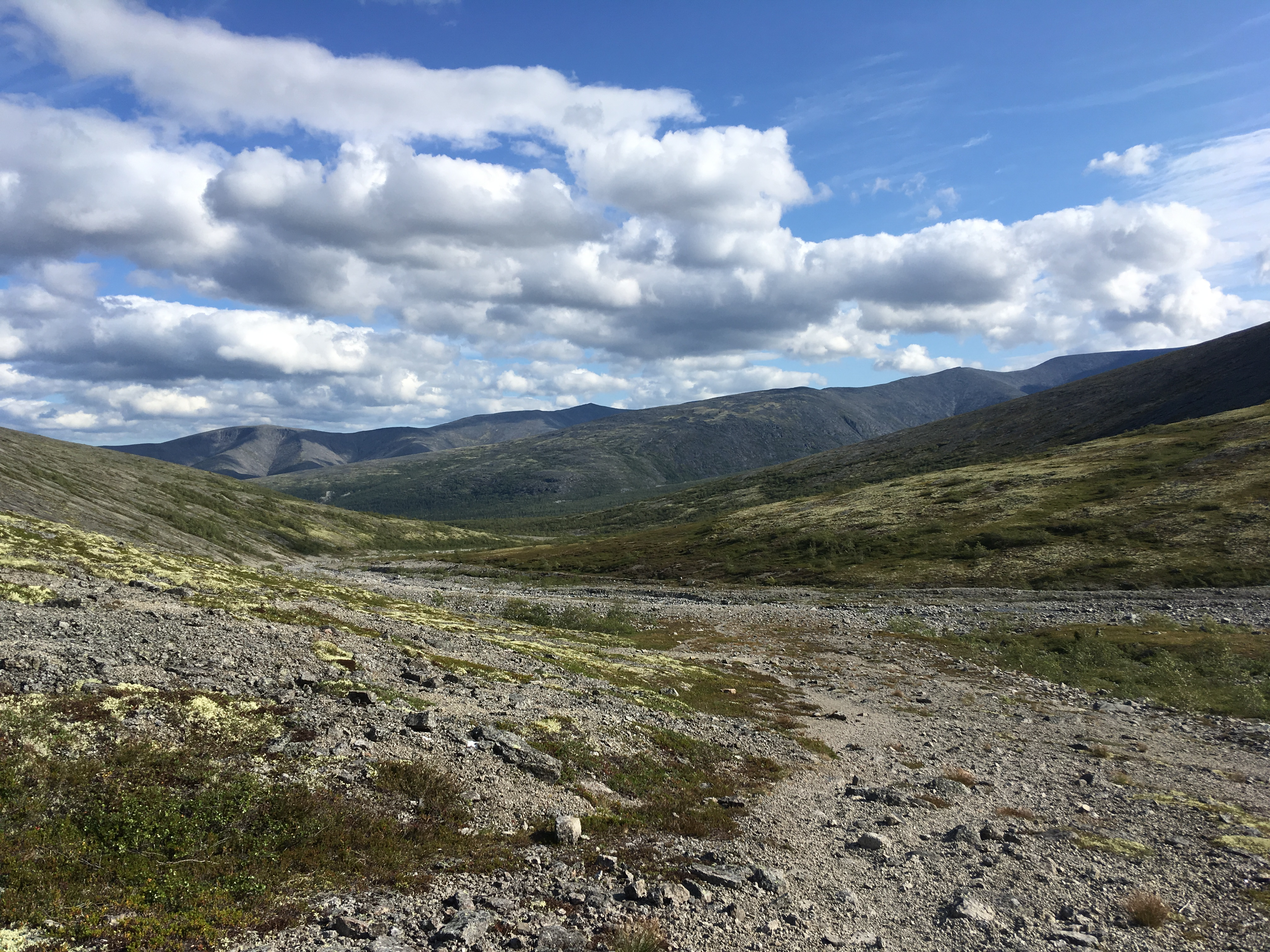
Хибины, август 2019
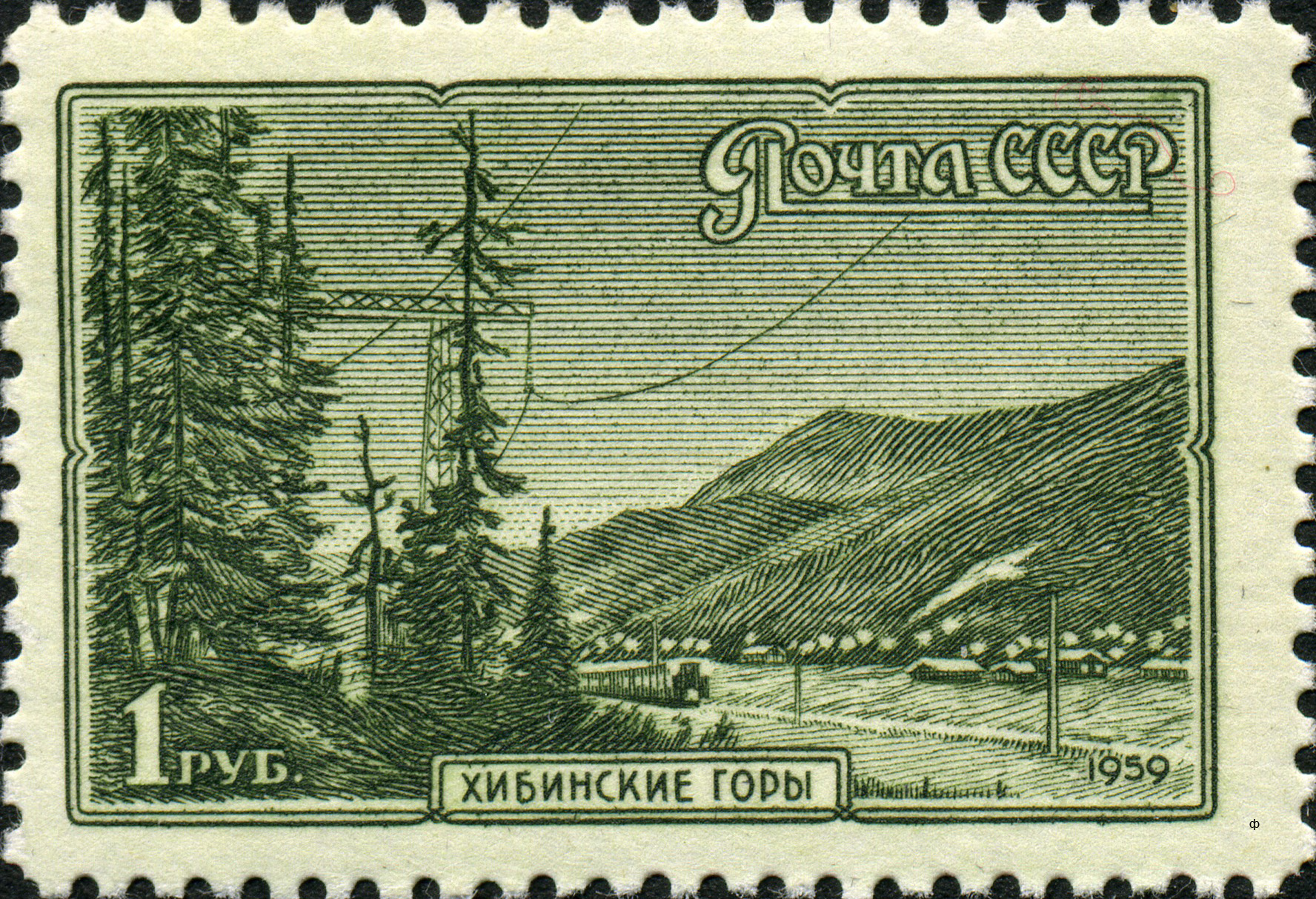
Почтовая марка СССР: Хибинские горы

## Вершины
Высочайшие вершины:
| Вершины        | Высота   |
| -------------- | -------- |
| Юдычвумчорр    | 1200,6 м |
| Часначорр      | 1189,6 м |
| Лявочорр       | 1187 м   |
| Ферсмана       | 1179 м   |
| Индивичвумчорр | 1178 м   |
| Тахтарвумчорр  | 1154 м   |
| Кукисвумчорр   | 1141,3 м |
| Петрелиуса     | 1141,9 м |
| Путеличорр     | 1111,5 м |
| Каскаснюнчорр  | 1100,9 м |

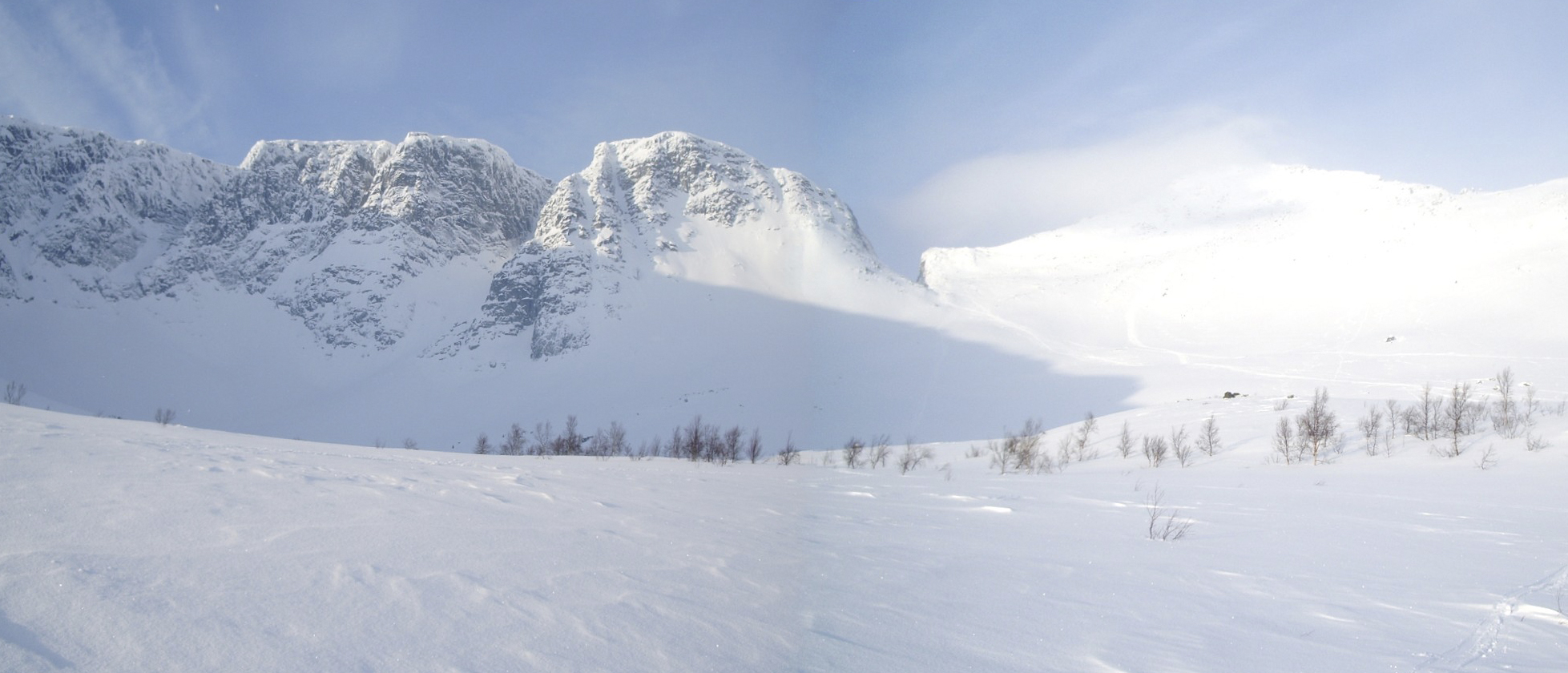
Слева направо: Большой Вудъяврчорр, Малый Вудъяврчорр, перевал Географов, Тахтарвумчорр

В настоящее время в Хибинских горах известно 42 альпинистских маршрута от 1Б до 5Б категорий сложности, утвержденных Федерацией альпинизма России.